# Julie Berman
Julie Marie Berman (Los Angeles, 3 novembre 1983) è un'attrice statunitense.

## Carriera
Berman fa il suo debutto televisivo nel 1997 con il ruolo ricorrente di Shelby Connor nella serie tv Settimo cielo. Nel 1999 recita nella serie tv Ancora una volta. Nel 1999 appare insieme a Shelley Long nel film televisivo Trovate mia figlia!. Appare come guest star in E.R. - Medici in prima linea e Boston Public. Nel 2005 entra nel cast principale della soap opera General Hospital nel ruolo di Lulu Spencer restando nella soap opera fino al 2013. Dopo aver lasciato la soap, Berman appare come guest star in serie come Due uomini e mezzo e Jane the Virgin. Nel 2015 ottiene il ruolo ricorrente di Leia in Casual per poi essere promossa a personaggio regolare per la seconda stagione restando nella serie fino al 2018. Berman si unisce al cast della serie tv Chicago Med interpretando il ruolo ricorrente della dottoressa Samantha "Sam" Zanetti dal 2015 al 2016.

## Filmografia parziale

### Cinema
- Sand Sharks, regia di Mark Atkins (2012)
- Kappa Kappa Die, regia di Zelda Williams (2020)

### Televisione
- Settimo cielo (7th Heaven) - 7 episodi (1997-1999)
- Trovate mia figlia! (Vanished Without a Trace) - film TV (1999) - non accreditata
- Ancora una volta (Once and Again) - 6 episodi (1999-2000)
- E.R. - Medici in prima linea (ER) - 1 episodio (2000)
- Boston Public - film TV (2002)
- Threshold - 1 episodio (2005)
- General Hospital - 1083 episodi (2005-2013)
- General Hospital: Night Shift - 1 episodio (2007)
- Il Natale delle sorelle March (The March Sisters at Christmas) - film TV (2012)
- Due uomini e mezzo (Two and a Half Men) - 1 episodio (2013)
- Jane the Virgin - 1 episodio (2014)
- Chicago Med - 8 episodi (2015-2016)
- Casual - 27 episodi (2015-2018)
- Una mamma per amica - Di nuovo insieme (Gilmore Girls: A Year in the Life) - 1 episodio (2016)
- Love on Ice - film TV (2017)
- CSI: Vegas - 1 episodio (2021)

## Doppiatrici italiane
Nelle versioni in italiano delle opere in cui ha recitato, Julie Berman è stata doppiata da:
- Valentina Mari in Love on Ice, CSI: Vegas
- Domitilla D'Amico in Chicago Med

## Premi
- Daytime Emmy Award
  - 2009: "Outstanding Younger Actress in a Drama Series" (General Hospital)
  - 2010: "Outstanding Younger Actress in a Drama Series" (General Hospital)
  - 2013: "Outstanding Supporting Actress in a Drama Series" (General Hospital)